# Big River 118
Big River 118 är ett reservat i Kanada.   Det ligger i provinsen Saskatchewan, i den centrala delen av landet, 2 400 km väster om huvudstaden Ottawa. Big River 118 ligger vid sjöarna  Little Whitefish Lake och Young Loon Lake.
Omgivningarna runt Big River 118 är en mosaik av jordbruksmark och naturlig växtlighet. Runt Big River 118 är det mycket glesbefolkat, med 3 invånare per kvadratkilometer.